# Joannes de Renialme
Joannes de Renialme (Antwerpen, c. 1600 – Amsterdam, 20 april 1657) was een belangrijk Nederlands kunsthandelaar die op grote schaal opereerde.
De Renialme was katholiek en is vier keer getrouwd. Tussen 1620 en 1637 woonde hij in Middelburg. Van zijn tweede vrouw erfde hij goederen in Ierland. Hij verhuisde in 1642 van Delft naar Amsterdam en betrok een huis op de Kloveniersburgwal, naast de prentenverzamelaar Michiel Hinloopen. De Renialme liet zich nog wel inschrijven bij het schildersgilde in Delft, vermoedelijk om zaken te kunnen doen. In 1650 verkocht hij een aantal schilderijen aan de Grote Keurvorst; een Jan Lievens, een Salomon Koninck en een Jan Porcellis. Hij nam de plaats in van Hendrick van Uylenburgh als Rembrandts voornaamste kunsthandelaar.
Na zijn dood verkocht de weduwe de inboedel, bestaande uit diamanten, antiquiteiten en ongeveer 600 schilderijen, waaronder 11 van Rembrandt, 33 prenten of schilderijen van Hercules Segers en een Vermeer. De veiling vond plaats op 4 september 1657. De kunstverzamelaar Jacob Hinlopen kocht Christus en de overspelige vrouw, een werk dat destijds hoger werd geschat dan enig ander werk van Rembrandt. Op de plek waar De Renialme woonde zou na zijn dood het Trippenhuis worden gebouwd.